# Sierville
Sierville település Franciaországban, Seine-Maritime megyében. Lakosainak száma 1105 fő (2022. január 1.). Sierville Anceaumeville, Le Bocasse, Butot, Clères, Fresquiennes, Goupillières és Sainte-Austreberthe községekkel határos.

## Népesség
A település népessége az elmúlt években az alábbi módon változott:
| Lakosok száma | 1001 | 1013 | 1035 | 1039 | 1051 | 1094 | 1111 | 1108 | 1105 |
|               | 2013 | 2015 | 2016 | 2017 | 2018 | 2019 | 2020 | 2021 | 2022 |